# ویولت چاچکی
ویولت چاچکی (به انگلیسی: Violet Chachki) (زاده ۱۳ ژوئن ۱۹۹۲) زن‌پوش، بورلسک، ترانه‌سرا، مدل آمریکایی است.